# Тулаиньо
Тулаиньо (англ. Tulainyo Lake) — пресное высокогорное озеро на востоке горного хребта Сьерра-Невада в штате Калифорния, США. Озеро находится на территории национального парка Секвойя и специальной зоны Секвойя-Кингс-Каньон, в непосредственной близости от горы Уитни, самой высокой вершины на территории континентальных штатов.
Объём и глубина озера неизвестны. Исторические новостные источники сообщают, что «озеро находится в большой, выработанной ледником чаше, глубиной почти 100 м», но эмпирические измерения до сих пор не проводились. Высота озера и его расположение на гребне хребта обуславливают то, что зимой оно замерзает, а лёд и снег часто остаются в теневой зоне до конца лета.
Озеро Тулаиньо в течение многих лет после первого картографирования считалось самым высокогорным озером в Соединённых Штатах или даже в Северной Америке. Однако в зависимости от того, что считать озером, было обнаружено несколько «озёр», которые находятся выше. Несколько безымянных тарнов в Сьерра-Неваде выше чем Тулаиньо, как и несколько известных водоёмов, в том числе Тихоокеанский тарн в Скалистых горах Колорадо и озеро Ваиау на Мауна-Кеа на Гавайях. Двойные вулканические озёра на Невадо-де-Толука в Мексике находятся на высоте примерно 4200 м. Однако озеро Тулаиньо превосходит их все по размеру и до сих пор может быть самым высокогорным озером в Калифорнии и Сьерра-Неваде.
Во многом из-за своей большой высоты озеро повлияло на историю калифорнийского региона Восточная Сьерра и поучаствовало в войнах за воду в Калифорнии между жителями долины Оуэнс и Лос-Анджелесом. В 1937 году озеро сыграло главную роль в так называемом «Wedding of the Waters celebration», посвящённому открытию шоссе 190 штата Калифорния от долины Оуэнс до долины Смерти.

## География
Оно расположено в ледниковом цирке, который оконтуривает хребет Сьерра-Крест с севера, востока и юга, на высоте 3910 м. Озеро окружено мореной, через которую просачивается вода. Тулаиньо также окружено осыпями и множеством высоких пиков: на севере пиком Туннабора (4134 м); на юге горой Карильон (4131 м); на востоке одним из пиков Карильона под названием Кливер (4079 м); и на юго-западе горой Расселл (4296 м, седьмая по высоте вершина в штате).
К западу от озера рельеф понижается к истокам Уоллес-Крик, которая вытекает из Уоллес-Лейкс, перед её впадением в Райт-Крик и, в конечном итоге, в верховья реки Керн. К озеру Тулаиньо нельзя добраться по дороге или тропе, и до него легче всего дойти из бассейна Уоллес-Лейкс у тропы Джона Мьюира и Тихоокеанской тропы в 8 км к западу или от крутого стока Норт-Форк-Лоун-Пайн-Крик к югу, через перевал между горой Расселл и горой Карильон Протоптанная тропа простирается от тропы Джона Мьюира до озера Уоллес..

## История

### Картографирование и название
Дата открытия Тулаиньо неизвестна, но в 1873 году было совершено первое подтверждённое восхождение на гору Уитни, с которой можно было увидеть озеро. Другие вершины, окружающие Тулаиньо, начали покорять только в начале 20 века (Пик Туннабора был впервые покорен в 1905 году, Карильон в 1925 году и Маунт-Расселл в 1926 г.). Само название Тулаиньо, по данным Совета США по географическим названия, дал в 1917 году главный географ Геологической службы США Р. Б. Маршалл. Название — это слово-бумажник, основанное на расположении озера в округе Туларе, к западу от границы с округом Иньо. Совет одобрил название в 1928 году. Однако это название появляется на картах ещё в 1907 году, а в статье Oakland Tribune 1935 года говорится, что озеро было названо государственным топографом Г. Р. Дэвисом в 1905 году.

### Статус самого высокого озера Северной Америки
16 октября 1935 года Честер Верстиг, председатель географического комитета Sierra Club, публично объявил, что после двух лет исследований озеро Тулаиньо было признано «самым высокогорным озером на американском континенте». Статус озера был подтверждён Геологической службой США. Вода из озера была проверена и оказалась очень мягкой, с низким содержанием минералов. В то время Верстиг размышлял о строительстве тропы, соединяющей озеро Тулаиньо с тропой Джона Мьюира, но в конечном итоге такая тропа не была построена. Объявление Верстига было освещено в газетах американского Запада, включая Los Angeles Times, Oakland Tribune, Deseret News и Reno Gazette-Journal. The Tribune даже предположила, что, поскольку озеро было выше боливийского и перуанского озера Титикака (в то время официально самое высокое озеро в мире), озеро Тулаиньо могло быть признано самым высоким озером в мире.

### Wedding of the Waters celebration
В 1937 году озеро Тулаиньо сыграло важную роль в открытии и запуске шоссе 190 штата Калифорния от города Оланча до долины Смерти, которое официально соединило самую высокую точку — гору Уитни через портал Уитни — и самые низкие точки в континентальных штатах. Сложная церемония, придуманная и организованная местными бустерами (активистами продвигающими города, чтобы их улучшали), такими как Джона Джей Кроули, была названа Wedding of the Waters (Свадьбой Вод). Она включала в себя доставку воды из самого высокого озера страны (то есть озера Тулаиньо) в самое низкое (во впадине Бэдуотер есть сезонное (исчезающее время от времени) озеро с минеральной водой) с помощью самых разных способов транспортировки.
Тыква была доставлена на борту самолета в долину Панаминт, и, наконец, вода из озера Тулаиньо была вылита Т. Р. Гудвиным, первым смотрителем Национального парка Долины Смерти, в сезонное озеро бассейна Бэдуотер: самую низкую точку в Северной Америке.

### Зарыбление форелью
В 1930-х годах Департамент рыбы и дикой природы штата Калифорнии заселил озеро Тулаиньо золотой форелью. Гористая местность была слишком рискованной для сброса рыбы с воздуха (рыбу выпускают с низколетящих самолетов). Поэтому, в 1938 году 10 000 мальков форели из рыбоводного завода Маунт-Уитни пришлось перевезти на мулах на 64 км и 2700 м над уровнем моря (от рыбоводного завода) через перевал Шеперд в бассейн реки Керн, где их провезли по пересеченной местности через бассейн Уоллес-Лейкс к озеру Тулаиньо. Форель хранилась в специально сконструированных аэрируемых банках, перекинутых через спины мулов, и выпускалась в обнесенные стеной участки ручьев, когда рабочие разбивали лагерь на ночь. Сообщается, популяция рыбы процветала в течение нескольких лет, но дальнейшая её судьба неизвестна. Другие попытки зарыбления озера Тулаиньо упоминаются в 1933 и 1936 годах.

### Самолёты
Зимой 1950 года Джонни Ходжкин, владелец ранчо и пилот из Сельмы, штат Калифорния, посадил легкий самолет на лыжи рядом с озером Тулаиньо, потенциально установив рекорд по посадке и взлету самолетов на самой большой высоте. Поскольку озеро и его окрестности находились в пределах национального парка Секвойя, власти парка объявили ему выговор и запретили повторять трюк.
Окрестности озера также были местом авиакатастрофы в 1960-х годах. 8 февраля 1969 года рейс 708 «Gambler’s Special» авиакомпании Hawthorne Nevada Airlines (авиалайнер Douglas DC-3, летевший из Хоторна, штат Невада, в Бербанк, штат Калифорния) врезался в отвесные скалы, образующие восточные валы озера Тулаиньо, высоко над стоком Хогбак-Крик. Из-за ненастной погоды, в том числе сильного снегопада, место крушения было обнаружено только через 6 месяцев, 8 августа. 10 августа вертолет ВВС Kaman HH-43 Huskie, доставлявший следователей к самому месту аварии, разбился всего в 100 метрах от него, в результате один человек получил серьёзную травму.

### Исследование мюона Гайфорда Стивера
В 1939 году американский физик Гайфорд Стивер использовал озеро Тулаиньо в качестве места для своих исследований космических лучей, когда учился в аспирантуре Калифорнийского технологического института. Стивер и два других аспиранта использовали записывающие электроскопы с кварцевым волокном и часы с батарейным питанием для подзарядки волокна, чтобы измерить интенсивность мезонов на двух разных высотах. Чтобы устранить эффекты поглощения и убедиться, что любая обнаруженная разница в количестве мезонов связана с их распадом в пути (мезоны чрезвычайно недолговечны), Стивер и его коллеги погрузили электроскопы глубоко в воду. Их экспериментальной площадкой на верхней высоте было озеро Тулаиньо, куда они привезли оборудование на мулах и в начале сентября, подплыв на байдарке, прикрепили электроскоп к бую, где он оставался в течение нескольких дней. Эксперимент прошел успешно, хотя байдарка была повреждена, а часть снаряжения потеряна во время шторма, когда лодка перевернулась. Впоследствии эксперимент заинтересовал американского физика Роберта Оппенгеймера.

### Другие события
Озеро Тулаиньо, было любимым озером Нормана Клайда, известного альпиниста и гида в Сьерра-Неваде начала 20-го века.
Озеро Тулаиньо некоторое время было местом рекорда по самому высокому погружению с аквалангом в Соединенных Штатах, совершенного Питером Хеммингом и Дэвидом Муром в 1998 году. Пара нырнула на глубину примерно 9 м и пробыла там в течение 15 минут.

## Климат и экология
Согласно системе классификации климатов Кеппена, озеро Тулаиньо расположено в альпийской климатической зоне. Большинство атмосферных фронтов в регионе берут начало в Тихом океане и движутся на восток в сторону Сьерра-Невады; когда фронты приближаются к горам, они выталкиваются вверх (в классическом случае орографической облачности), заставляя их сбрасывать влагу в виде осадков. У озера Тулаиньо нет сильного стока и вода из озера уходит в основном за счёт испарения или просачивания.
Озеро Тулаиньо находится значительно выше границ леса и большую часть года там холодные и снежные условия, что связано с горным климатом В окрестностях Тулаиньо не растут деревья и очень мало растений: одним из примеров является Polemonium eximium, или небесный пилот, подушкообразное растение, которое растет низко к земле. Большинство животных лишь периодически приходят на территорию озера, например бабочка Аполлон Феб и розовый зяблик с серой короной, за немногими исключениями — желтобрюхий сурок и американская пищуха, которые живут в норах, построенных среди скал. Источники начала 20-го века указывают, что озеро было заселено золотой форелью в 1930-х годах (см. Зарыбление форели), а Хемминг и Мур сообщили, что видели в озере маленькую рыбку во время своего рекордного подводного плавания в 1998 году.

## Галерея топографических объектов
| 1 | озеро Тулаиньо |
| 2 | гора Расселл   |

| 3 | гора Уитни   |
| 4 | портал Уитни |

| 5 | долина Оуэнс  |
| 6 | озеро Уоллеса |

| 7 | река Керн |

| 1 | озеро Тулаиньо |
| 2 | гора Расселл   |

| 3 | гора Уитни   |
| 4 | портал Уитни |

| 5 | долина Оуэнс  |
| 6 | озеро Уоллеса |

| 7 | река Керн |

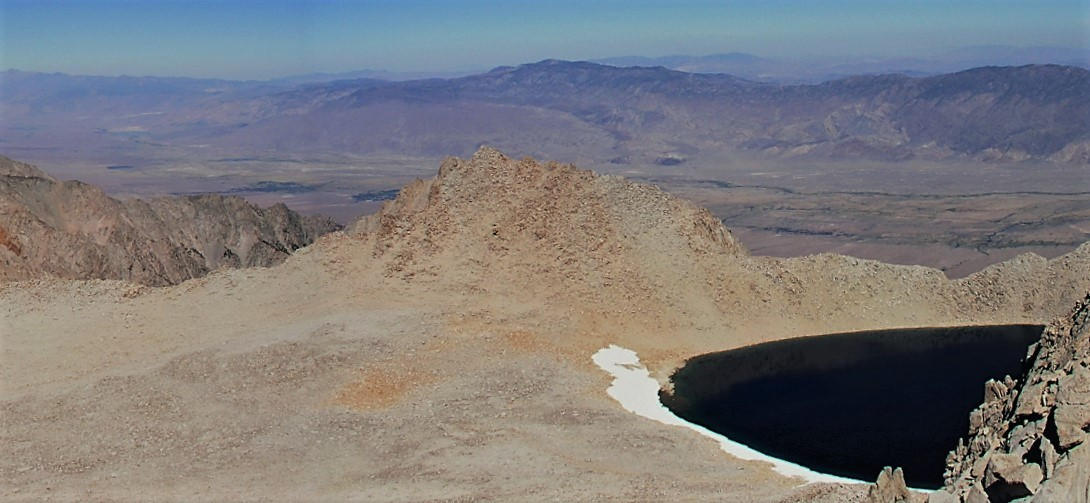
Пик Туннабора[англ.], вид с горы Расселл над озером Тулаиньо
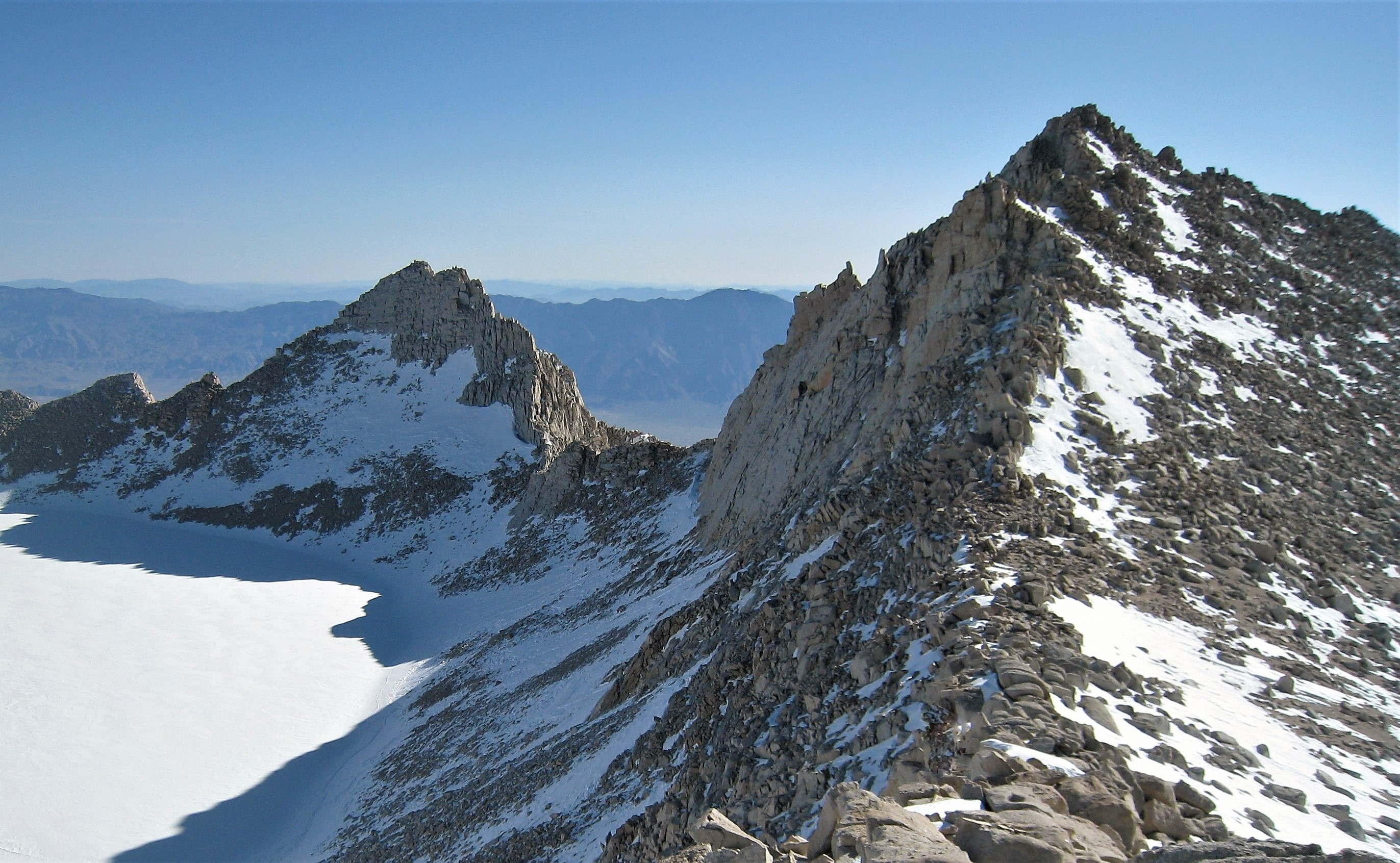
Гора Карильон[англ.] (справа) и ее пик Кливер (слева)
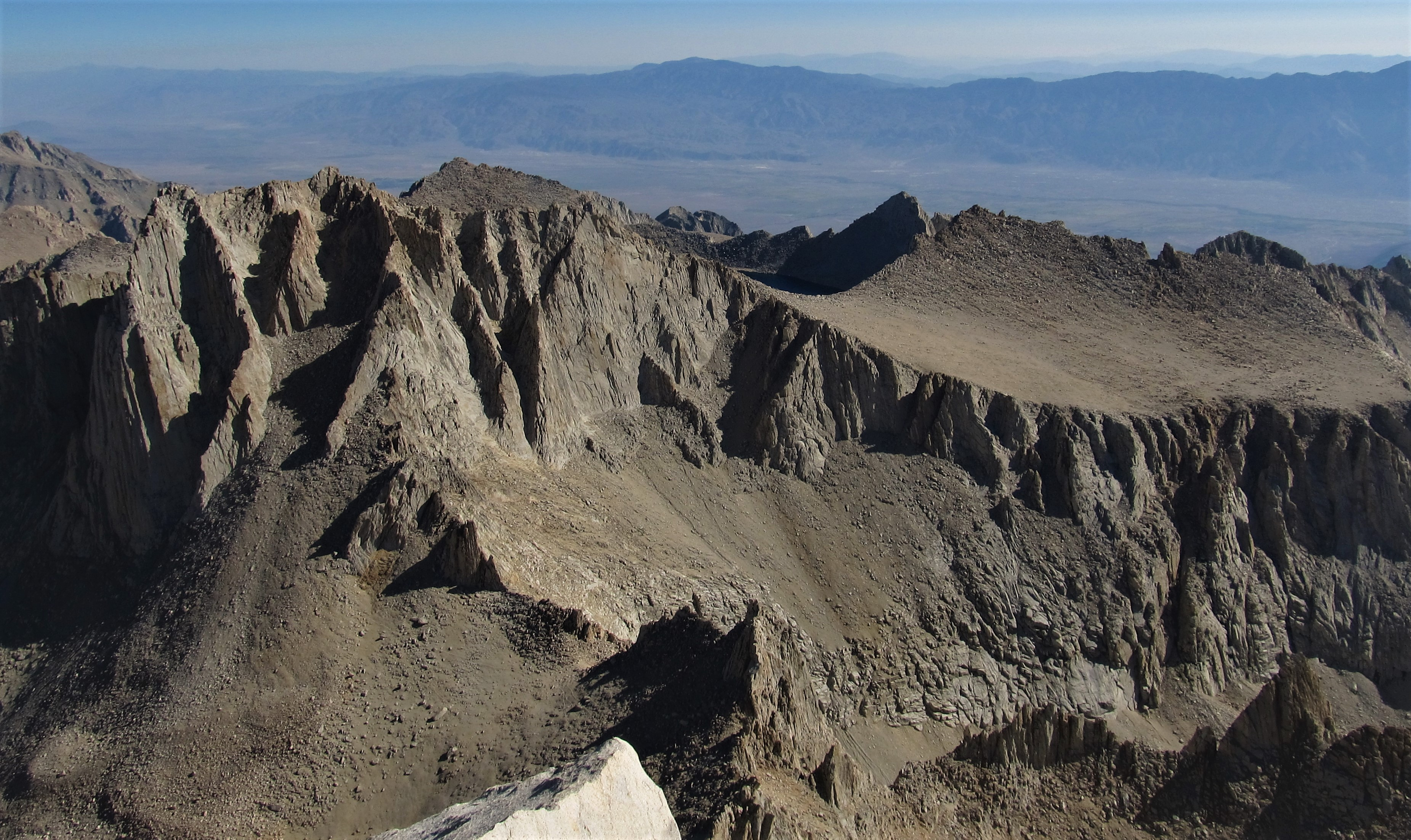
гора Расселл, вид с горы Уитни